# 青井千由紀
青井 千由紀（あおい ちゆき）は、日本の政治学者。東京大学公共政策大学院教授。専門は、国際政治学、戦争・紛争研究、安全保障学、国際組織論。

## 来歴
上智大学外国語学部英語学科卒業。マサチューセッツ工科大学修士（MS）、コロンビア大学博士（Ph.D）（国際政治学）。キングス・カレッジ・ロンドン（Department of War Studies）客員研究員。国連難民高等弁務官事務所（UNHCR）JPO、国連大学（UNU）学術研究官（Academic Programme Officer）、青山学院大学国際政治経済学准教授、教授を経て、2016年より現職。

## 著書

### 単著
- Legitimacy and the Use of Armed Force: Stability Missions in the Post-Cold War Era, Routledge: London, 2011

### 共編著
- （Cedric de Coning・Ramesh Thakur）Unintended Consequences of Peacekeeping Operations, United Nations University Press: Tokyo, 2007
- （上杉勇司）『国家建設における民軍関係－破綻国家再建の理論と実践をつなぐ』国際書院、2008年